# Joel Alvarez
Joel Álvarez González (ur. 2 marca 1993 w Gijón) – hiszpański zawodnik mieszanych sztuk walki rywalizujący w wadze lekkiej. Od 2019 roku walczy dla organizacji UFC.

## Życiorys
Alvarez urodził się w Gijón w Hiszpanii. Dzieciństwo spędził w sąsiedztwie parku przemysłowego Pumarín. W wieku 18 lat zaczął trenować mieszane sztuki walki w klubie o nazwie Tybetańskie Centrum Sportu. Kilka lat później zadebiutował na regionalnych turniejach.

## Kariera MMA

### Wczesna kariera
Na początku swojej zawodowej kariery MMA, którą rozpoczął w 2013 roku walczył głównie w swojej rodzinnej Hiszpanii, jednak stoczył również pojedynki w Rosji, Portugali, Szkocji i Szwajcarii. W ciągu pierwszych pięciu lat swojej kariery odniósł serię 15 zwycięstw i 1 porażki. Był niepokonany w hiszpańskiej organizacji Ansgar Fighting League (AFL), w której był mistrzem wagi lekkiej.

### UFC
W swoim debiucie dla amerykańskiego giganta, który odbył 23 lutego 2019 roku na gali UFC Fight Night: Błachowicz vs. Santos zmierzył się z Damirem Ismagułowem. Przegrał walkę przez jednogłośną decyzję, notując drugą zawodową porażkę.
W drugiej walce dla UFC, którą stoczył 1 czerwca 2019 roku na gali UFC Fight Night: Gustafsson vs. Smith stanął przeciwko Włochowi, Danilo Belluardo. Wygrał walkę przez TKO w drugiej rundzie.
15 lipca 2020 roku na UFC Fight Night 172 zmierzył się z Josephem Duffym. Wygrał walkę przez poddanie w pierwszej rundzie.
24 października 2020 na UFC 254 skrzyżował rękawice z Aleksandrem Jakowlewem. Podczas ważenia Álvarez ważył 159,5 funta, czyli powyżej limitu wagi lekkiej. Starcie toczyło się ostatecznie w limicie umownym. Przez niezrobienie wagi został ukarany zabraniem 30% swojej gaży, która trafiła do jego rywala. W pojedynku otwierającym galę Alvarez odniósł trzecie z rzędu zwycięstwo, poddając Rosjanina tzw. balachą w pierwszej rundzie.
Podczas gali UFC Fight Night 197, która miała miejsce 13 listopada 2021 zmierzył się z Brazylijczykiem, Thiago Moisésem. Podczas ważenia ponownie ważył powyżej limitu wagi lekkiej, w związku z czym znowu zostało mu odebrane 30% gaży, która trafiła do oponenta. Pomimo braku wymaganej wagi zwyciężył przez techniczny nokaut w pierwszej rundzie.
26 lutego 2022 roku na UFC Fight Night 202 zawalczył z Armanem Carukjanem. Po krwawej walce ostatecznie uległ rywalowi w drugiej rundzie, przegrywając przez techniczny nokaut.
14 lutego 2023 roku na UFC 284 miał zmierzyć się z Zubairą Tuchugowem, jednak wycofał się z wydarzenia z nieujawnionych powodów i został zastąpiony przez debiutującego Elvesa Brennera.
22 lipca 2023 roku na UFC on ESPN + 82 w Londynie zmierzył się z Markiem Diakiesem. Po prawie półtorarocznej przerwie od występów powrócił na zwycięskie tory, poddając rywala tzw. duszeniem d'Arce.
Oczekiwano, że na gali UFC Fight Night 243, która odbędzie się 27 kwietnia 2024 stoczy walkę z byłym mistrzem FEN, Mateuszem Rębeckim. Ostatecznie Alvarez wycofał się z pojedynku na kilkanaście dni przed tym wydarzeniem.
Podczas gali UFC Fight Night: Nurmagomedov vs. Sandhagen, która odbyła się 3 sierpnia 2024 w Abu Zabi doszło do jego walki z Elvesem Brenerem. Walkę wygrał przez techniczny nokaut w trzeciej rundzie, rozbijając rywala kolanami i ciosami. Ta walka przyniosła mu pierwszy bonus finansowy za występ wieczoru.
14 grudnia 2024 na UFC Fight Night: Covington vs. Buckley w Tampie skrzyżował rękawice z Drakkarem Klose. Zwyciężył przez techniczny nokaut w pierwszej rundzie.
Oczekiwano, że niecałe pięć miesięcy później, podczas wydarzenia UFC 315 w Montrealu, zmierzy się z Francuzem, Benoîtem Saint Denisem. Ostatecznie Alvarez doznał kontuzji. Następnie oczekiwano, że 2 sierpnia następnego roku, podczas gali UFC on ESPN: Albazi vs. Taira stoczy walkę z Grantem Dawsonem, jednak z nieznanych przyczyn pojedynek nie został oficjalnie ogłoszony przez organizację.

## Osiągnięcia i nagrody

### Mieszane sztuki walki
- Ultimate Fighting Championship
  - Bonus za występ wieczoru (raz) vs. Elves Brener (2024)[27]

- Ansgar Fighting League
  - 2018: Mistrz AFL w wadze lekkiej

## Lista zawodowych walk w MMA
| Wynik     | Bilans | Przeciwnik (bilans przed walką) | Rozstrzygnięcie                                    | Runda | Czas | Rozgrywki                                   | Data       | Miejsce       | Uwagi                                                        |
| --------- | ------ | ------------------------------- | -------------------------------------------------- | ----- | ---- | ------------------------------------------- | ---------- | ------------- | ------------------------------------------------------------ |
| Wygrana   | 22-3   | Drakkar Klose (15-2-1)          | TKO (latające kolano i ciosy pięściami w parterze) | 1     | 2:48 | UFC Fight Night: Covington vs. Buckley      | 14.12.2024 | Tampa         |                                                              |
| Wygrana   | 21-3   | Elves Brener (16-4)             | TKO (kolana i ciosy pięściami)                     | 3     | 3:36 | UFC Fight Night: Nurmagomedov vs. Sandhagen | 03.08.2024 | Abu Zabi      | Bonus za występ wieczoru.                                    |
| Wygrana   | 20-3   | Marc Diakiese (16-6)            | Poddanie (duszenie d'Arce)                         | 2     | 4:26 | UFC Fight Night: Aspinall vs. Tybura        | 22.07.2023 | Londyn        |                                                              |
| Przegrana | 19-3   | Arman Carukjan (17-2)           | TKO (ciosy w parterze)                             | 2     | 1:57 | UFC Fight Night: Makhachev vs. Green        | 26.02.2022 | Las Vegas     |                                                              |
| Wygrana   | 19-2   | Thiago Moisés (15-5)            | TKO (łokcie i ciosy pięściami)                     | 1     | 3:01 | UFC Fight Night: Holloway vs. Rodríguez     | 13.11.2021 | Abu Zabi      | Alvarez nie wypełnił limitu wagowego. Limit umowny -71,5 kg. |
| Wygrana   | 18-2   | Aleksandr Jakowlew (25-10-1)    | Poddanie (dźwignia prosta na staw łokciowy)        | 1     | 3:00 | UFC 254                                     | 24.10.2020 | Abu Zabi      | Alvarez nie wypełnił limitu wagowego. Limit umowny -72,4 kg. |
| Wygrana   | 17-2   | Joseph Duffy (16-4)             | Poddanie (duszenie zza pleców)                     | 1     | 2:25 | UFC Fight Night: Figueiredo vs. Benavidez 2 | 19.07.2020 | Abu Zabi      |                                                              |
| Wygrana   | 16-2   | Danilo Belluardo (12-3)         | TKO (ciosy pięściami)                              | 2     | 2:22 | UFC on ESPN+ 10: Gustafsson vs. Smith       | 01.06.2019 | Sztokholm     |                                                              |
| Przegrana | 15-2   | Damir Ismagułow (20-1)          | Decyzja (jednogłośna)                              | 3     | 5:00 | UFC on ESPN+ 3: Błachowicz vs. Santos       | 23.02.2019 | Praga         | Debiut w UFC.                                                |
| Wygrana   | 15-1   | Maxim Radu (9-1)                | Poddanie (duszenie trójkątne rękoma)               | 1     | 4:29 | AFL 17: Coal and Blood                      | 24.11.2018 | Langreo       | Zdobył pas mistrzowski AFL w wadze lekkiej.                  |
| Wygrana   | 14-1   | Julio Cesar Alves (16-10)       | Poddanie (duszenie brado)                          | 2     | 1:02 | AFL 16: Feudal War                          | 29.09.2018 | Valladolid    | Limit umowny -73 kg.                                         |
| Wygrana   | 13-1   | Alexandre Ribeiro (14-3)        | Poddanie (duszenie trójkątne rękoma)               | 1     | 4:17 | AFL 15: Typhoon                             | 05.05.2018 | San Sebastián |                                                              |
| Wygrana   | 12-1   | Kevin Daniel Delgado (5-1)      | Poddanie (duszenie gilotynowe)                     | 1     | 0:26 | AFL 14: Outbreak                            | 17.03.2018 | Las Palmas    |                                                              |
| Wygrana   | 11-1   | Francisco Gonzalez (5-3)        | Poddanie (duszenie gilotynowe)                     | 1     | 1:59 | AFL 13                                      | 14.10.2017 | Gijón         |                                                              |
| Wygrana   | 10-1   | Jekson Poleza (3-1)             | Poddanie (duszenie trójkątne rękoma)               | 1     | 1:57 | AFL 12: Warcelona                           | 03.06.2017 | Barcelona     |                                                              |
| Wygrana   | 9-1    | Anthony Muller (4-2)            | TKO (ciosy pięściami)                              | 1     | 0:33 | Fight Night Series 2                        | 18.03.2017 | Montreux      |                                                              |
| Wygrana   | 8-1    | Moncef Ed Doukani (0-1)         | Poddanie (duszenie anaconda)                       | 1     | 1:45 | MMA Casino Fights: Álvarez vs. Ed Doukani   | 08.10.2016 | Gijón         |                                                              |
| Wygrana   | 7-1    | Jose Luis Bravo (2-1)           | Poddanie (duszenie trójkątne rękoma)               | 1     | 0:49 | MMA Casino Fights: Álvarez vs. Bravo        | 08.07.2016 | Gijón         |                                                              |
| Wygrana   | 6-1    | Carlos Villar                   | Poddanie (dźwignia prosta na staw łokciowy)        | 1     | 4:20 | MMA España: Bandog Challenge 3              | 12.06.2015 | Gijón         |                                                              |
| Przegrana | 5-1    | Ali Abdułchalikow (1-0)         | KO (kopnięcie obrotowe na głowę)                   | 1     | 0:34 | M-1 Challenge 56                            | 10.04.2015 | Moskwa        | Powrót do wadze lekkiej.                                     |
| Wygrana   | 5-0    | Graham Turner (24-8)            | Poddanie (duszenie gilotynowe)                     | 3     | ?    | Rage in the Cage 3                          | 21.03.2015 | Paisley       | Debiut w wadze piórkowej.                                    |
| Wygrana   | 4-0    | Jose Luis Bravo (1-0)           | Poddanie (duszenie trójkątne rękoma)               | 1     | 3:20 | MMA España: Desafio Burgos Profight 2015    | 07.03.2015 | Burgos        |                                                              |
| Wygrana   | 3-0    | Helson Henriques (7-3-1)        | Poddanie (duszenie anaconda)                       | 1     | 1:23 | International Pro Combat 6                  | 26.01.2015 | Lizbona       |                                                              |
| Wygrana   | 2-0    | Hicham Rachid (1-0)             | Poddanie (duszenie trójkątne rękoma)               | 1     | 2:01 | MMA España: Bandog Challenge 2              | 24.04.2014 | Gijón         |                                                              |
| Wygrana   | 1-0    | Aratz Garmendia (5-2)           | Poddanie (duszenie trójkątne rękoma)               | 1     | 3:19 | Txurdinaga Sutan: Pro Boxing & MMA          | 28.12.2013 | Bilbao        |                                                              |